# Roca de la Feixa
La Roca de la Feixa, és una muntanya de 2.092,9 m d'altitud situada en el terme municipal de la Vall de Boí, al límit dels antics termes de Barruera i Durro, a l'Alta Ribagorça. Es troba a l'est del poble de Barruera, i al nord-est del de Durro. Separa les valls de Durro i de Boí i Taüll.